# Roger Wilkendorf
Roger Wilkendorf (* 12. Mai 1954) ist ein ehemaliger deutscher Fußballspieler auf der Position des Torwarts.

## Werdegang
Roger Wilkendorf gehörte in der Saison 1979/80 zur Mannschaft der SpVgg Erkenschwick, die den Meistertitel in der Oberliga Westfalen errang und damit den direkten Aufstieg in die 2. Bundesliga Nord schaffte. Nach Abschluss der Punktrunde wurde noch die Deutsche Amateurmeisterschaft 1980 ausgetragen, an der die acht Meister der Oberligen teilnahmen. Die von Klaus Quinkert trainierten Erkenschwicker trafen in der ersten Runde auf den 1. FC Bocholt aus der Oberliga Nordrhein und mussten sich in Hin- und Rückspiel jeweils mit 0:2 geschlagen geben, womit sie ausgeschieden waren. Wilkendorf hütete in beiden Partien das Tor seines Teams. Er nahm mit der Spielvereinigung in dieser Saison außerdem noch am DFB-Pokal teil, wo für die erste Runde das Auswärtsspiel beim BV 08 Lüttringhausen ausgelost wurde. Die Tore von Erwin Häming und Hans-Jürgen Wittkamp reichten dem Team um Roger Wilkendorf nicht, um die 2:3-Niederlage zu verhindern.
Die Zweitligasaison 1980/81 war die vorerst letzte, die in zwei Staffeln (Nord und Süd) ausgetragen wurde. Da zur Einrichtung der eingleisigen 2. Bundesliga ein Platzziffern-System herangezogen wurde, das Vereinen ohne oder mit nur wenigen vorherigen Zweitliga-Spielzeiten kaum eine Chance ließ, war der sofortige Wiederabstieg für Erkenschwick die fast schon logische Folge. Roger Wilkendorf musste sich nahezu durchgehend mit der Rolle des Ersatzmanns hinter dem vom DSC Wanne-Eickel gekommenen Dietmar Wiese begnügen. Nach einem Beinbruch genesen, gab er sein Profidebüt am 6. September 1980, dem siebten Saisonspieltag, im Heimspiel gegen Preußen Münster, das mit 0:1 verloren ging. Ende des Monats zog er sich einen erneuten Beinbruch zu. Insgesamt bestritt Wilkendorf vier Zweitligaspiele, die ausnahmslos mit Niederlagen für seine Mannschaft endeten. Ein weiterer Karriereverlauf des Torhüters ist statistisch nicht erfasst.